# Lyctoxylon dentatum
Lyctoxylon dentatum är en skalbaggsart som först beskrevs av Francis Polkinghorne Pascoe 1866.  Lyctoxylon dentatum ingår i släktet Lyctoxylon och familjen kapuschongbaggar. Inga underarter finns listade i Catalogue of Life.

## Bildgalleri

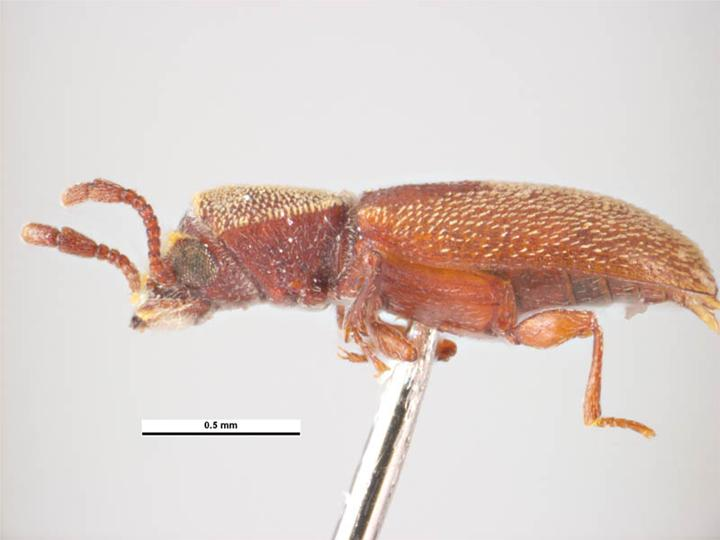